# Altar de Hierón
El Altar de Hierón (en italiano:Ara di Ierone), o el Gran Altar de Siracusa es un monumental altar en el casco antiguo de  Neapolis 
, Sicilia. Fue construido en el período helenístico por el tirano Hierón II entre 241 y 215 a. C. Se cree que estaba dedicado a Zeus Eleutherios. y es el mayor altar conocido desde la antigüedad.

## Descripción

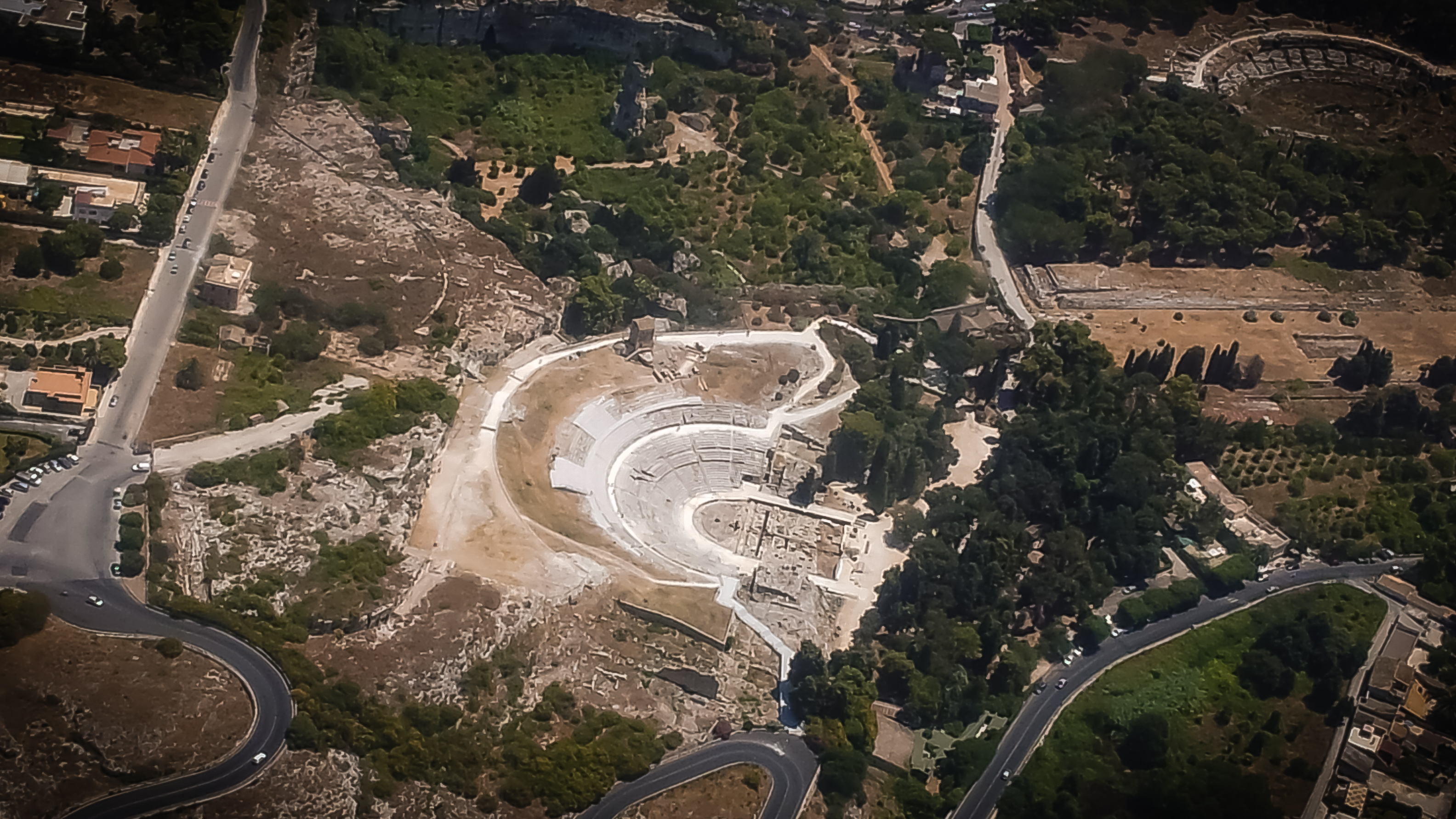
El teatro griego (centro) y el altar de Hierón (centro derecha), vistos desde el oeste.

La estructura está alineada aproximadamente de nornoroeste a sureste-este, y está situada en la Neapolis, ligeramente al sureste del Teatro de Siracusa.
Casi nada, excepto los cimientos de la estructura, sobrevive. Fue construida en parte con bloques de mampostería y en parte tallada en la roca viva. El altar en sí mismo tiene 20,85 metros de ancho y 195,8 metros de largo —exactamente un estadio dórico—. Se asienta sobre un crepidoma con tres escalones, en la base tiene 199,07 metros de largo y 22,51 metros de ancho. Esto lo convierte en el mayor altar conocido del mundo antiguo.
La superficie superior del altar estaba dividida longitudinalmente en dos niveles de diferentes alturas: la mitad occidental tenía alrededor de 6,06 metros de altura, y la mitad oriental era significativamente más alta, llegando a una altura de quizás 10,68 metros. Había una cornisa y un friso dórico con triglifos que rodeaba la parte superior de cada nivel. Toda la estructura estaba cubierta de yeso, que se utilizaba para suavizar las imperfecciones de la piedra y para los finos detalles decorativos. La estructura general del altar imita a la de los pequeños altares de fuego que son ofrendas votivas comunes en Sicilia.

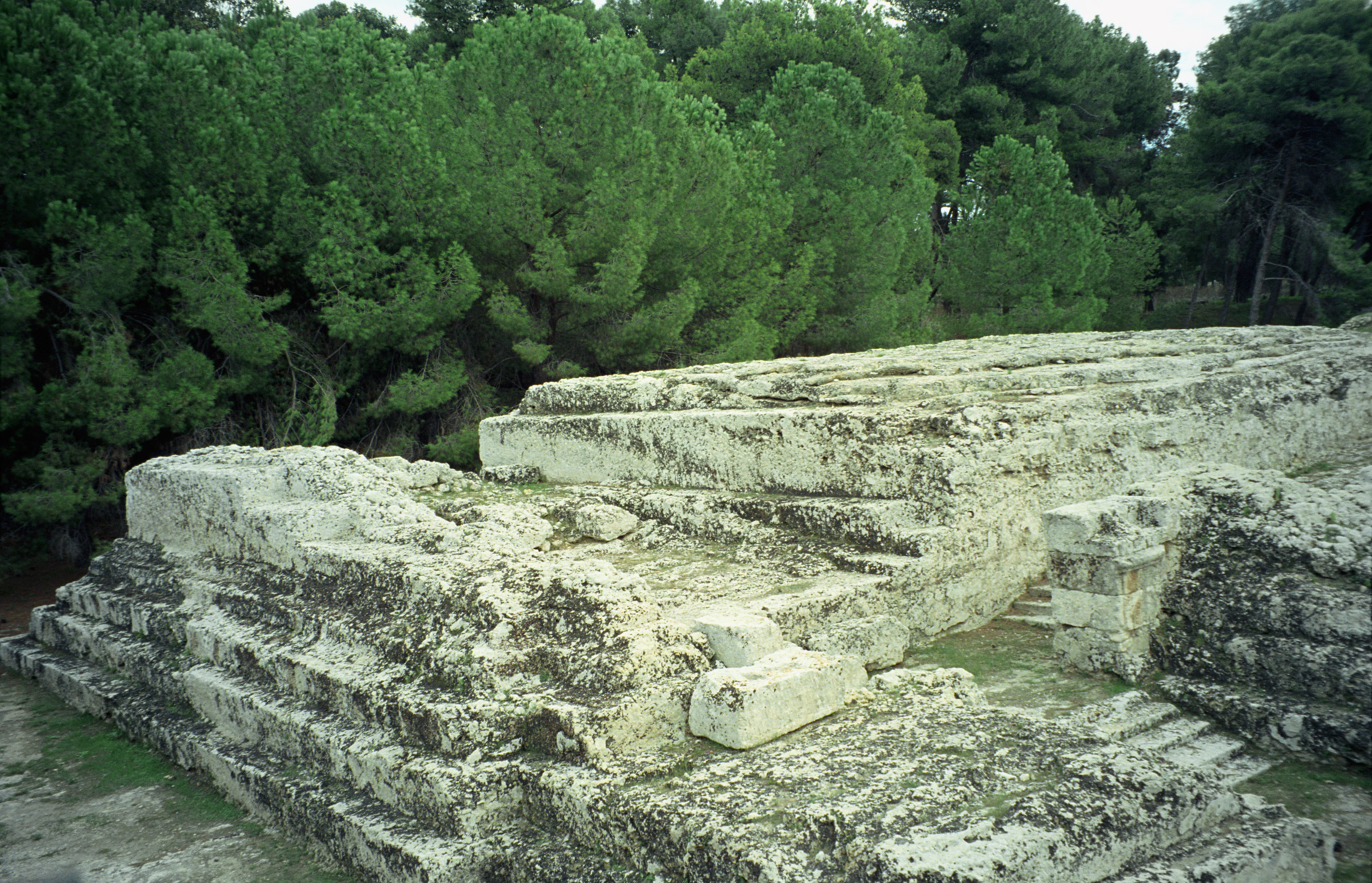
Vista de la escalera norte del altar, desde el noroeste.

Había escaleras en el lado este del altar en los extremos norte y sur, que conducían al nivel inferior de la estructura. Cada una de las escaleras tenía una entrada que se apoyaba en dos telamones. Los pies de uno de los telamones del norte están todavía in situ. No está claro si era posible acceder al nivel superior de la estructura.
El altar era parte de un complejo más grande. Debajo de la estructura, en el lado este, había una gruta natural, de unos 18 metros de profundidad, que contenía exvotos, algunos de los cuales fueron depositados en los períodos Arcaico y Clásico, mucho antes de que se construyera el altar. Al oeste del altar había un espacio abierto rectangular con una pila impermeable en el centro, rodeada por una estoa en forma de U. Un propileno en el lado occidental de este complejo permitía el acceso tanto al espacio abierto como al propio altar. En tiempos de Augusto, este espacio abierto fue plantado con árboles para convertirlo en una arboleda sagrada.

## Propósito

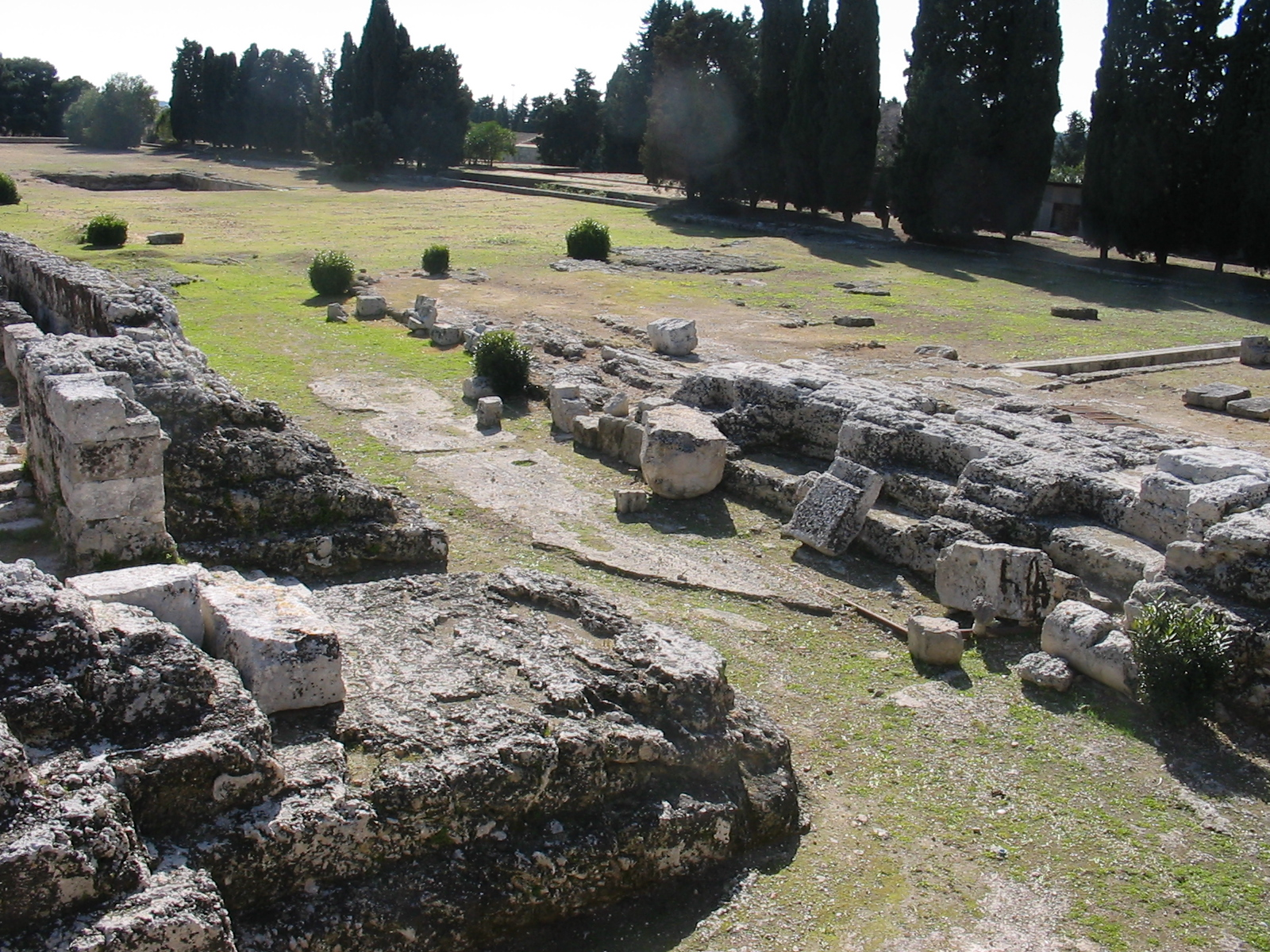
Detalle del altar.

El altar es mencionado por Diodoro Sículo, que atribuye su construcción a Hierón II. El análisis estilístico de los fragmentos escultóricos del altar lo confirma, mostrando que fueron hechos al mismo tiempo que la tercera fase del cercano teatro griego, que pertenece al año 235 a. C. El depósito votivo en la gruta natural bajo el lado oriental del altar muestra que la zona ya era un lugar sagrado en la época arcaica, no mucho después de que se estableciera la ciudad de Siracusa.
Un argumento sugiere que el altar estaba dedicado a Zeus Eleutherios (Zeus el Libertador) y se usaba para celebrar el festival de Eleutheria, que conmemoraba la expulsión del último tirano de la familia Dinoménida, Trasibulo de Siracusa en el 466 y que presentaba el sacrificio de 450 toros. El tamaño de este sacrificio explicaría la escala del altar. Caroline Lehmler cuestiona la mayoría de los aspectos de esta reconstrucción. Argumenta que el altar estaba dedicado al Zeus olímpico, basándose en que Zeus Eleutherios estaba asociado con el derrocamiento de autócratas y que Hierón II era un monarca y no se sabe que haya cultivado a Zeus Eleutherios, pero se conoce que realizó otras obras públicas en honor al Zeus olímpico. Lehmler subraya, sin embargo, que los dos nombres son diferentes epítetos de la misma deidad, en lugar de distintos dioses. También cuestiona si los sacrificios se llevaban a cabo en el propio altar, ya que sería difícil hacer subir a los animales por las estrechas escaleras. Sugiere que los animales eran sacrificados en el área del patio y luego las partes del animal que eran asignadas a los dioses eran llevadas por las escaleras para ser quemadas en el altar.
Otras sugerencias, no necesariamente excluyentes entre sí, son que el altar, así como el teatro cercano, desempeñó un papel en las reuniones de la Liga de los Sicilianos que se puso bajo el control de Hierón después de la primera guerra púnica, o que se construyó para el quinientos aniversario de la fundación de Siracusa. A nivel más general sirvió para enaltecer a Hierón, como su constructor, demostrando su riqueza y piedad. En esto, representó la culminación de una larga tradición siciliana griega de altares monumentales, el altar de 54,5 metros de largo del templo Zeus Olímpico en Agrigento del siglo V, es un importante precursor.

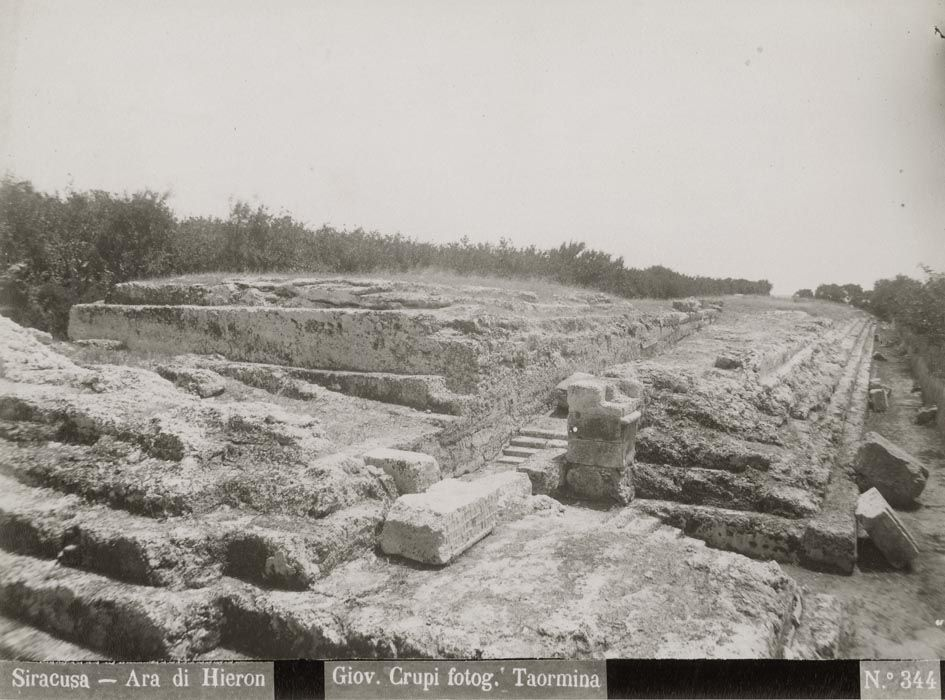
El altar de principios del.

## Excavaciones
A partir de la antigüedad tardía, el altar fue extraído como materia prima para otras estructuras en Siracusa, más recientemente para las fortificaciones españolas de Ortigia a principios del siglo XV. Las excavaciones arqueológicas de aficionados fueron realizadas por Giuseppe Maria Capodieci en 1780, Saverio Landolina en 1813 y F.S. Cavallari en 1839. Las únicas excavaciones sistemáticas y científicas del sitio fueron hechas por Robert Koldewey y Otto Puchstein en 1893. Todos los estudios previos del altar se han basado en sus hallazgos.